# 洛謝沃奇卡
51°58′17″N 32°38′16″E / 51.97139°N 32.63778°E
洛謝沃奇卡（烏克蘭語：Лосевочка），是烏克蘭北部的村莊，隸屬切爾尼希夫州的諾夫霍羅德-錫韋爾斯基區。該村始建於1957年，面積0.06平方公里，海拔高度169米，2001年人口8，人口密度每平方公里133.3人。